# Raising Cane's Chicken Fingers
Raising Restaurants, LLC, marknadsför sig som Raising Cane's Chicken Fingers, är en amerikansk multinationell snabbmatskedja som säljer coleslaw, friterade kycklingbitar, iste, läsk, pommes frites, rostat bröd och smörgåsar. De hade år 2019 totalt fler än 430 restauranger i 27 amerikanska delstater samt länderna Bahrain, Förenade Arabemiraten, Kuwait, Libanon och Saudiarabien.
Snabbmatskedjans grundare Todd Graves träffade på Craig Silvey när de studerade vid Louisiana State University. De två skulle göra en uppgift som gick ut på att skriva en affärsplan och de valde att skriva den utifrån en snabbmatskedja med inriktning på friterade kycklingbitar. Affärsplanen dömdes dock ut av deras kursinstruktör, som ansåg att det skulle aldrig fungera. Graves och Silvey fick även nobben från banker och investerare. Graves var dock besluten att han skulle banne sig starta en och tog arbete på oljeraffinaderi i Kalifornien och inom fiskenäringen i Alaska för att få ihop tillräckligt med kapital. Den 28 augusti 1996 grundades Raising Cane's Chicken Fingers officiellt av Graves med hjälp av Silvey, det var dock meningen att restaurangkedjan skulle initialt få namnet Sockeye's Chicken Fingers. Silvey valde dock lämna snabbmatskedjan antingen i slutet av 2008 eller under 2009 på grund av att han ville starta ett nytt företag. 2015 inledde Raising Cane's en internationell expandering när man öppnade sin första restaurang utanför USA, i Kuwaits huvudstad Kuwait.
Huvudkontoret ligger i Baton Rouge i Louisiana.